# Samuele Bersani
Samuele Bersani (Rimini, 1 oktober 1970) is een Italiaanse zanger.
Bersani's carrière begon in 1991, toen hij met Lucio Dalla op tournee ging. Het nummer Il mostro dat hij voor Dalla schreef werd datzelfde jaar genomineerd voor de prestigieuze Premio Tenco. De jaren erop bracht hij een aantal succesvolle eigen albums uit en schreef tevens nummers voor bekende andere artiesten, zoals Fiorella Mannoia. In 2000 deed Samuele Bersani voor het eerst mee aan het Festival van Sanremo. Het nummer Replay won niet, maar kreeg wel de belangrijke Premio della critica. Het album Oroscopo Speciale, dat in hetzelfde jaar verscheen, was zeer succesvol. In 2003 kwamen de cd Caramella Smog en de single Cattiva uit. Aan het album werd muzikaal bijdragen door Fabio Concato, Sergio Cammeriere en Zenima.

## Discografie
- 1992: C'hanno preso tutto
- 1995: Freak
- 1997: Samuele Bersani
- 2000: Oroscopo speciale
- 2002: Che vita!
- 2003: Caramella smog
- 2006: L'Aldiqua'
- 2009: Manifesto abusivo
- 2013: Nuvola numero 9